# الاتحاد الصهيوني
الاتحاد الصهيوني (بالعبرية: המחנה הציוני) اتحاد سياسي وسط اليسار في إسرائيل تأسست في ديسمبر 2014 من قبل حزب العمل الإسرائيلي.